# The Cake Eaters
The Cake Eaters är en amerikansk långfilm från 2007 i regi av Mary Stuart Masterson, med Kristen Stewart, Elizabeth Ashley, Jayce Bartok och Bruce Dern i rollerna.

## Handling
Filmen handlar om en flicka som har Friedreichs ataxi, en sjukdom som gör att man har svårt att röra sig. Hon träffar en pojke som kallas för Beagle och hon börjar tycka mycket om honom.

## Rollista
| Aaron Stanford   | – Dwight 'Beagle' Kimbrough |
| Kristen Stewart  | – Georgia Kaminski          |
| Elizabeth Ashley | – Marg Kaminski             |
| Jayce Bartok     | – Guy Kimbrough             |
| Bruce Dern       | – Easy Kimbrough            |
| Miriam Shor      | – Stephanie                 |
| Talia Balsam     | – Violet Kaminski           |
| Tom Cavanagh     | – Lloyd                     |
| Melissa Leo      | – Ceci Kimbrough            |
| Jesse L. Martin  | – Judd                      |